# Low-key

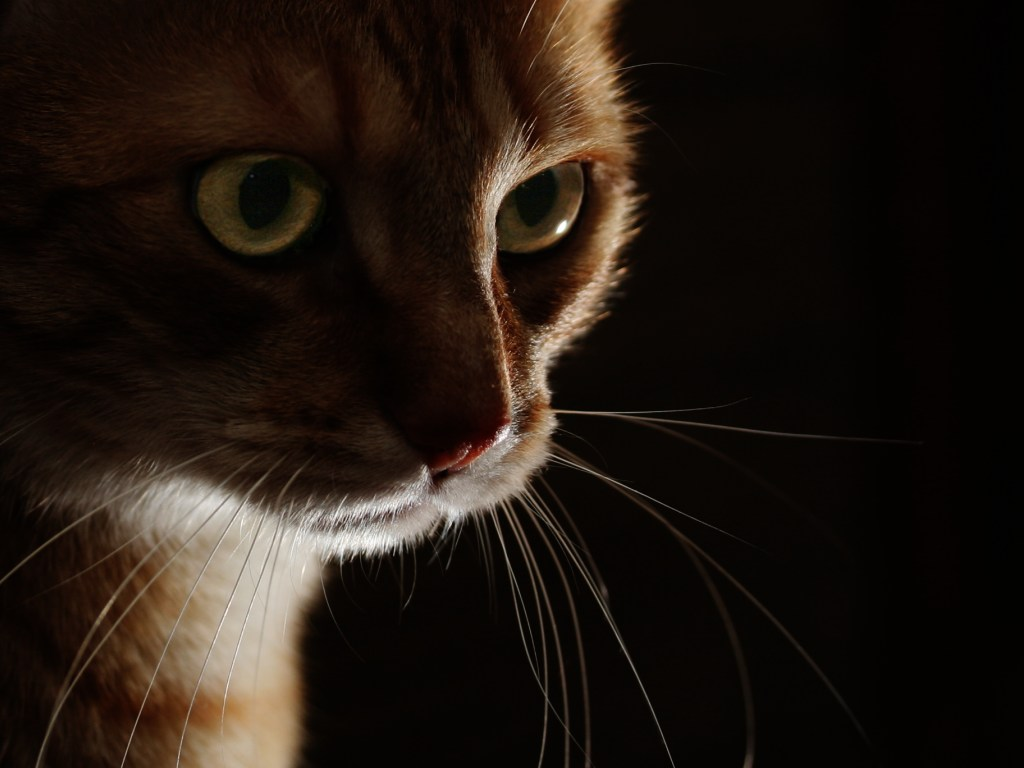
Foto low-key di un gatto.

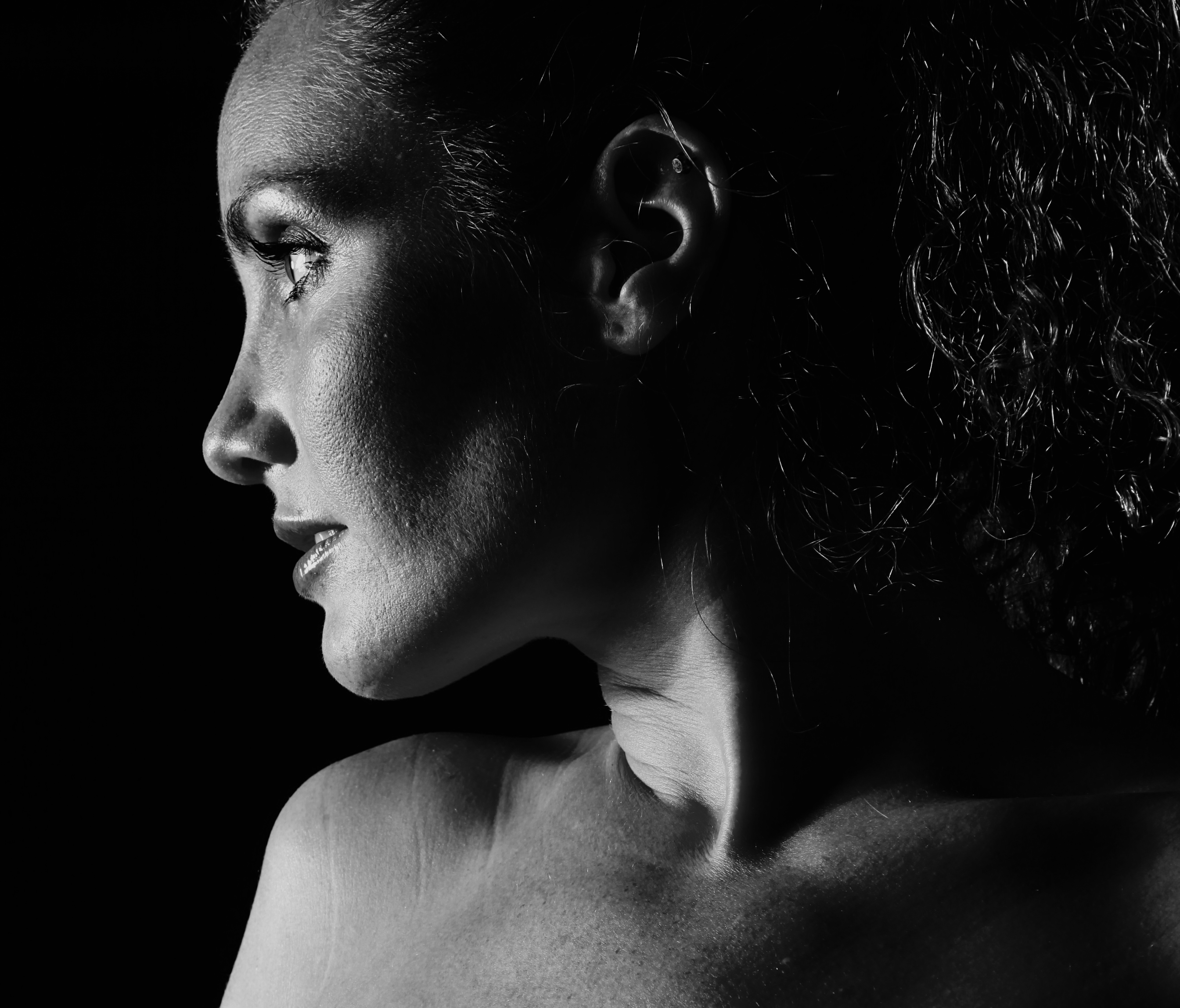
Ritratto low-key di donna.

La tecnica low-key si riferisce ad un particolare tipo di ripresa di immagini usata in fotografia, nel cinema o in televisione, che crea un effetto di chiaroscuro.
L'illuminazione fotografica tradizionale (illuminazione a tre punti) utilizza una luce principale, una luce di riempimento e una luce di fondo per l'illuminazione. L'illuminazione per la tecnica low-key utilizza solo una luce principale, opzionalmente controllata con una luce di riempimento o un semplice riflettore per controllare il contrasto.